# کنراد دوم
کنراد دوم(به آلمانی: Konrad II) یا کنراد مهت(به آلمانی: Konrad der Ältere)ر (زادهٔ پیرامون ۹۹۰- مرگ ۴ ژوئن ۱۰۳۹) امپراتور مقدس روم از سال ۱۰۲۷ تا زمان مرگش بود.
او پسر هاینریش فن اشپایر کُنت فرانکونیا بود. پس از مرگ پدر با اینکه او خردسال بود او کنت اشپایر و ورمز گردید. او در هنگام بلوغ نفوذش را تا زاکسن نیز گسترد. در ۱۰۲۴ امرای انتخابگر وی را برای نشستن بر کرسی خالی پادشاهی آلمان برگزیدند. سه سال پس از آن او تاج امپراتوری مقدس روم را نیز بر سر نهاد. وی نخستین امپراتور از دودمان سالی بود.